# CS Brănești
Clubul Sportiv Brănești es un club de fútbol amateur rumano, con sede en Brănești (Ilfov), fundado en 1968, desaparecido en 2012 y reconstituido en 2019. En su apogeo, el equipo jugó en la Liga I, la primera división del sistema de ligas del fútbol rumano.

## Historia
El entonces conocido como Victoria Brănești fue fundado en 1968 por aficionados del fútbol de la mencionada región y ha militado durante la mayor parte de su historia en ligas locales. No fue hasta 2007 cuando el club comenzó su ascensión en el fútbol nacional, cuando logró promocionar a la Liga III.
Tras una primera temporada en la que el Victoria logró el objetivo de la permanencia al finalizar octavo; en la 2008-09 consiguió quedar campeón de su grupo y ascender a la Liga II. Pese a ser un recién ascendido, el equipo superó todas las expectativas y quedó campeón, pasando a disputar por primera vez en su historia la Liga I. En cuatro años el equipo había pasado de la Liga IV a la Liga I.
Es conocido porque Brănești ha sido la ciudad más pequeña en tener a un equipo en la Liga I, con apenas 8531 habitantes, pero el descenso significó el fin para el equipo, ya que en la temporada 2011-12 en la Liga II, al cabo de 15 fechas iba en penúltimo lugar y en febrero del 2012 fueron desafiliados por la Federación Rumana de Fútbol por problemas financieros.
Tras la disolución, el equipo siguió jugando con el nombre Vulturii Pasărea hasta que, en 2019, el club se incorporó oficialmente como CS Brănești.

## Estadio
El Victoria disputa sus partidos como local en el Stadionul Cătălin Hâldan, que posee una capacidad de 3.000 espectadores. Sin embargo, los partidos de liga del equipo los disputa en el Estadio Municipal de Buzău, debido a que el Cătălin Hâldan no cumple con los requisitos mínimos de la Liga.

## Jugadores
Actualizado el 22 de abril de 2011

## Palmarés
Liga II: 1
2009–10
Liga III: 1
2008–09
Liga IV: 1
2006–07